# أنا مغنية روك النادي (ألبوم إينا)
أنا مغنية روك النادي (بالإنجليزية: I Am the Club Rocker)‏ هو ثاني ألبوم سجلته المغنية الرومانية إينا. وكان قد صدر في 19 سبتمبر 2011 من خلال شركة التسجيلات (Roton)، والتي تعتبر شركة الإنتاج الرسمية للمغنية إينا، ويضم الألبوم مجموعة من الأغاني وهي خمسة أغاني متنوعة، تحتوي كل واحدة من هذه الأغاني على فيديو كليب خاص بها، وقد حقق الألبوم نجاحا وإعجاب من متابعي المغنية الرومانية إينا، وقد حقق الألبوم المرتبة الأولى في بلغاريا في نسبة المبيعات، في المرتبة الثانية في رومانيا و فرنسا وفي المرتبة الثالثة في روسيا. كما دخل الألبوم أيضا قمة العشرين من الاغاني في المملكة المتحدة.

## روابط خارجية
- أنا مغنية روك النادي على موقع أول موفي (الإنجليزية)